# 찰스 릭터
찰스 프랜시스 릭터(Charles Francis Richter, 1900년 4월 26일 ~ 1985년 9월 30일)는 미국의 지진학자이다. 스탠퍼드 대학에서 공부하였다. 1927년에 캘리포니아 대학 지진 연구소에서 연구하고 1937년부터 1970년까지 동 대학의 교수를 지냈다.
지표상의 진동이 자동으로 기록되도록 만든 릭터 지진계를 개발했다. 지진의 절대적인 세기를 에너지 단위로 나타낸 지진 규모식으로도 유명하다.
1975년에 미국지진학회상을 수상했다.
저서로 《Seismicity of the Earth→지구의 지진활동도》(1949년, B. 구텐베르크와 공저), 《Elementary Seismology→기초 지진학》(1958년) 등이 있다.

## 같이 보기
- 릭터 규모